# کلزمر (فیلم)
کِلِزمِر (انگلیسی: Klezmer) یک فیلم در ژانر جنگی-درام به نویسندگی و کارگردانی Piotr Chrzan، و محصول لهستان است که در سال ۲۰۱۵ منتشر شد. این فیلم در هفتاد و دومین دورهٔ جشنواره فیلم ونیز به نمایش درآمد.